# Giuseppe Balasso
Giuseppe Balasso (Thiene, 5 agosto 1903 – 15 maggio 1975) è stato un politico italiano.

## Biografia
È stato deputato della Democrazia Cristiana dal 1968 al 1975, anno della sua morte: dopo il suo decesso durante la VI legislatura il suo seggio a Montecitorio venne ricoperto da Valentino Perdonà.